# Scania-Vabis L75
Scania-Vabis L75/L76 är en serie lastbilar, tillverkade av den svenska biltillverkaren Scania-Vabis mellan 1958 och 1968.

## Scania-Vabis L75
Våren 1958 introducerade Scania-Vabis en ny generation lastbilar, med nykonstruerade sexcylindriga motorer, kraftigare chassikomponenter och en ny, rymligare och bekvämare hytt. Hytten skulle användas på alla normalbyggda lastbilar fram till 1980. Den största modellen, L75, hade en tiolitersmotor. Bilen fanns även med boggibakaxel, kallad LS75, med S för ”stödaxel” och med drivning på bägge boggiaxlarna, kallad LT75, med T för ”tandem”. L75-serien hade tryckluftsbromsar som standard, men servostyrning var fortfarande extrautrustning. Från 1961 såldes bilen även med turbomotor.

## Scania-Vabis L76
I början av 1963 avlöste L76/LS76/LT76-serien, med elvalitersmotor och tvåkrets bromssystem. 
Alltsedan 345-modellen försvann 1939 hade Scania-Vabis bara haft normalbyggda lastbilar på programmet, eftersom det var det mest populära utförandet på den nordiska marknaden. I början av 1960-talet infördes i många europeiska länder en maxlängd för lastbil och släp, vilket betydde ökad efterfrågan på frambyggda bilar. Med introduktionen av L76-serien tillkom även en frambyggd version, LB76 (LBS76 med boggi), där B stod för ”bulldog” som var Scania-Vabis beteckning på frambyggda fordon. LB-hytten var fast monterad, vilket försvårade åtkomsten till motorn vid service.
1964 kom en vidareutvecklad femväxlad växellåda. Den fanns även med en tillsatsväxel i form av en planetväxel, så kallad ”split-växel”, som fördubblade antalet växlar.

## Motorer
| Modell    | Årsmodell | Motor                    | Cylindervolym | Effekt     | Bränslesystem |
| --------- | --------- | ------------------------ | ------------- | ---------- | ------------- |
| L75       | 1958-63   | D10: 6-cyl radmotor ohv  | 10261 cm³     | 165 hk     | Dieselmotor   |
| L75 Super | 1961-63   | DS10: 6-cyl radmotor ohv | 10261 cm³     | 205 hk     | Turbodiesel   |
| L76       | 1963-68   | D11: 6-cyl radmotor ohv  | 11021 cm³     | 190 hk     | Dieselmotor   |
| L76 Super | 1963-68   | DS11: 6-cyl radmotor ohv | 11021 cm³     | 220-260 hk | Turbodiesel   |

## Bilder

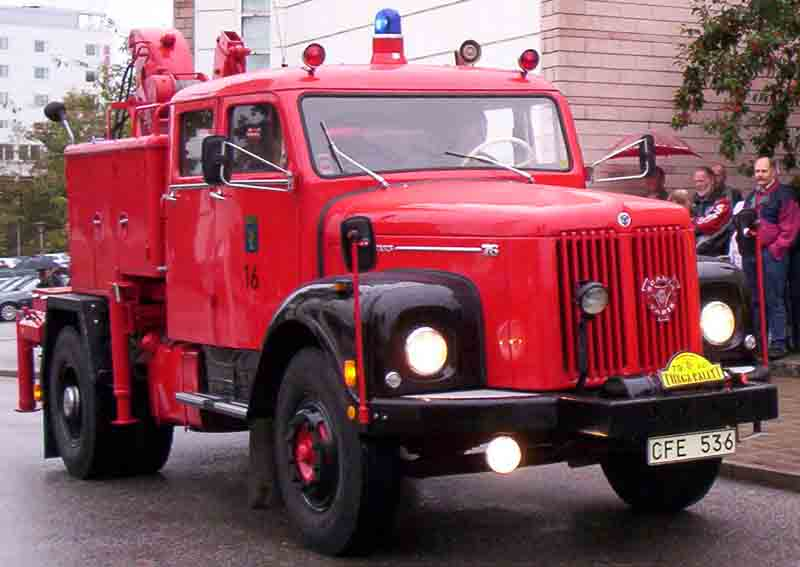
Scania-Vabis L76 brandbil 1967
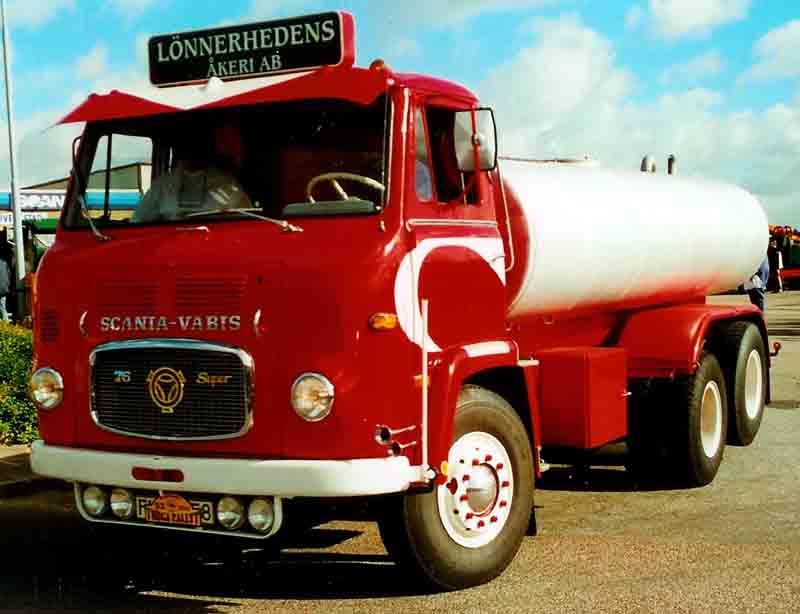
Scania-Vabis LBS76 1968